# Teixeira de Freitas
Teixeira de Freitas, amtlich portugiesisch Município de Teixeira de Freitas, ist eine brasilianische Gemeinde im Bundesstaat Bahia. Die Bevölkerung betrug zum 1. Juli 2021 geschätzt 164.290 Einwohner (Teixeirenser) bei einer Fläche von 1165,6 km². Die Entfernung zur Hauptstadt Salvador beträgt 800 km.

## Geographie
Umliegende Gemeinden sind Vereda, Medeiros Neto, Alcobaça und Caravelas.
Das Biom ist Mata Atlântica.

### Klima
In Teixeira de Freitas herrscht ein feucht-tropisches Klima. Die durchschnittliche Jahrestemperatur liegt bei 24 °C.
Die Maximaltemperatur liegt bei 30 °C und die Minimaltemperatur bei 19 °C. Der durchschnittliche Niederschlag liegt zwischen 937 mm pro Jahr.

## Geschichte
Die ersten Siedlungen in Teixeira de Freitas ergaben sich aus den reichen Holzbeständen in dieser Region. Aus einzelnen Gehöften entwickelte sich langsam die erste Gemeinde São José de Itanhém. Der Name entstand durch den nahe gelegenen Fluss Rio Itanhém.
In den 50er Jahren, als es noch reichlich unberührten Urwald gab, begannen Hermenegildo Félix de Almeida und Júlio José de Oliveira mit der industriellen Abholzung in dieser Region.
Später errichteten die Familien von Joel Antunes, Manoel de Etelvina, Aurélio José de Oliveira, Duca Ferreira und der Familie dos Guerra die ersten Häuser. Am 14. April 1958 wurde in der Kapelle Sao Pedro die erste Vermählung durchgeführt. Das Brautpaar Aurélio José de Oliveira und D. Izaura Matias de Jesus wurden von Bruder Olavo (OFM) getraut.
Nach den Rodungen in Alcobaca, Água Fria de Goiás dem späteren Medeiros Neto gingen die Rodungen langsam Richtung Hafen Santa Luzia in Nova Viçosa vor. Dadurch kam es, dass Teixeira eine der letzten Rodungen war.
Teixeira de Freitas, welches zu diesem Zeitpunkt im Volksmund auch „Povoado Perna Aberta“ genannt wurde, hat seinen historischen Kern bei den Straßen Avenida Marechal Castelo Branco und Princesa Isabel, wo sie sich an der Kreuzung beim Haus Barbosa treffen.
Durch das lukrative Holzgeschäft kam zu einer sehr starken Zuwanderung mit Händlern, Landwirten und Fischern aus den näheren Regionen.
1958 wurde die Gemeinde São José de Itanhém von der Regierung des Bundesstaates Bahia in Teixeira de Freitas, nach dem Statistiker Mário Augusto Teixeira de Freitas, umbenannt.

## Kommunalverwaltung
Bei der Kommunalwahl 2020 wurde Marcelo Gusmão Belitardo von den Democratas zum Stadtpräfekten (Bürgermeister) für die Amtszeit 2021 bis 2024 gewählt.

### Liste der Bürgermeister der Stadt Teixeira de Freitas
| Temóteo Alves De Brito     | Zeitraum von 1986 bis 1988 |
| Francistónio Alves Pinto   | Zeitraum von 1989 bis 1992 |
| Temóteo Alves Brito        | Zeitraum von 1993 bis 1996 |
| Wagner Ramos Mendonça      | Zeitraum von 1997 bis 2000 |
| Wagner Ramos Mendonça      | Zeitraum von 2001 bis 2004 |
| Apparecido Rodrigues Staut | Zeitraum von 2005 bis 2008 |
| Apparecido Rodrigues Staut | Zeitraum von 2008 bis 2012 |
| João Bosco Bitencourt      | Zeitraum von 2013 bis 2016 |
| Temoteo Alves de Brito     | Zeitraum von 2017 bis 2020 |
| Marcelo Gusmão Belitardo   | Zeitraum ab 2021           |

## Bevölkerungsentwicklung
Im Jahre 1970 erreichte die Stadt laut Volkszählung (Censo Demográfico) eine Bevölkerung von 1000 Einwohnern.
Nach der Errichtung der Bundesstraße BR-101 änderte sich dieses explosionsartig, so gab es schon wenige Jahre später im Jahre 1980 über 40.000 Einwohner.
Teixeira de Freitas heute ist einer der wichtigsten und am schnellsten wachsenden Städte in der Region Bahia Sul.

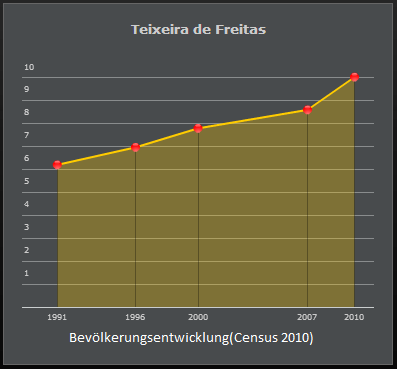
Bevölkerungsentwicklung der Stadt Teixeira de Freitas
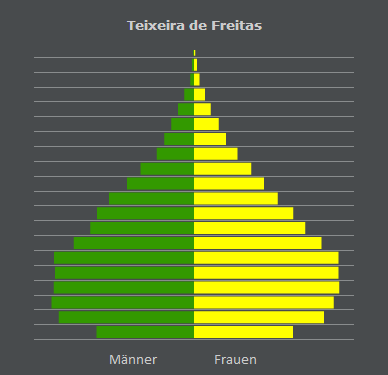
Alterspyramide der Bevölkerung von Teixeira de Freitas im Jahre 2010

## Bildung
Die Stadt verfügt über 62 Schulen mit 23.210 Schülern. Das Schulsystem besteht aus privaten und öffentlichen Bildungseinrichtungen, wobei mehr als 15.000 Schüler im 1º und 2º grau (vergleichbar mit Primär- und Sekundarstufe) in den öffentlichen Schulen eingetragen sind. In den öffentlichen Schulen unterrichten mehr als 820 Lehrer. Weiterhin gibt es eine Reihe von Privatschulen.

## Söhne und Töchter der Stadt
- Alessandro Andrade de Oliveira (* 1973), Fußballspieler
- Evson (* 1990), Fußballspieler
- Alex dos Santos Gonçalves (* 1990), Fußballspieler
- Marion Silva Fernandes (* 1991), Fußballspieler
- Samuel Portugal (* 1994), Fußballspieler